# Blomsterbørns børn
Blomsterbørns børn (eng.:Family Ties) en amerikanske sitcom, der blev skabt af Gary David Goldberg. Den kørte i syv sæsoner fra 1982 til 1989 og blev en af 1980'ernes mest populære sitcoms. 

## Plot
Seriens hovedomdrejningspunkt er konflikten mellem de to tidligere hippier Steve og Elyse Keaton – der stadig er meget præget af 1960'erne og 1970'ernes værdier, og deres tre typiske børn fra 1980'erne – præget af dette årtis værdier, på tre meget forskellige måder. Samt ikke mindst de tre meget forskellige børns indbyrdes konflikter og modsætninger. Trods de store forskelligheder binder familien dem sammen (deraf den engelske titel: Family Ties), og når  konflikterne bliver store er de bundet sammen af deres kærlighed til hinanden.
I Danmark er Blomsterbørns Børn blevet vist på TV 2 – og er genudsendt et stort antal gange. Det var en af de første sitcoms der blev vist på TV 2 i kanalens spæde år, og den blev således først vist i Danmark efter den var slut i USA.

## Medvirkende
Hovedroller
- Steven Keaton (Familiens far, der arbejdede på en tv-station): Michael Gross.
- Elyse Keaton (Familiens mor, en arkitekt): Meredith Baxter-Birney.
- Alex Keaton (Deres stærkt republikanske og meget intelligente søn): Michael J. Fox.
- Mallory Keaton (Deres shopping-fikserede datter): Justine Bateman.
- Jennifer Keaton (Deres sportsglade datter): Tina Yothers.
- Andrew Keaton (Familens yngste medlem): Brian Bonsall.

Andre personer
- Erwin "Skippy" Handelmann (familiens nabo, ugengældt forelsket i Mallory, lidt af en original)
- Nick Moore (Mallorys kæreste i de senere sæsoner, ikke lige resten af familiens type)
- Ellen Reed (Alex' første store kærlighed – og hans store modsætning): Tracy Pollan (blev Michael J. Fox's kone i virkeligheden)
- Lauren Millr (Alex' næste kæreste da Ellen forlader ham): Courteney Cox (Courteney Cox er senere blevet kendt for serien Venner)